# Grums
Grums é uma pequena cidade da província histórica de Varmlândia.  Tem cerca de 5 025 habitantes  , e é a sede do município de Grums , no condado de Varmlândia, situado no centro da Suécia.  Está situada a 24 km a sudoeste de Karlstad. 